# Dendrocolaptes
Dendrocolaptes är ett släkte trädklättrare i familjen ugnfåglar inom ordningen tättingar. Släktet omfattar fem arter med utbredning i Latinamerika från södra Mexiko till norra Argentina:
- Randig trädklättrare (D. sanctithomae)
- Vattrad trädklättrare (D. certhia)
- Tvärbandad trädklättrare (D. picumnus)
- Tapajósträdklättrare (D. hoffmannsi)
- Planaltoträdklättrare (D. platyrostris)